# Yarmolyntsi (huyện)
Huyện Yarmolyntsi (tiếng Ukraina: Ярмолинецький район, chuyển tự: Yarmolyntsis’kyi raion) là một huyện của tỉnh Khmelnytskyi thuộc Ukraina. Huyện Yarmolyntsi có diện tích 898 kilômét vuông, dân số theo điều tra dân số ngày 5 tháng 12 năm 2001 là 40024 người với mật độ 45 người/km2. Trung tâm huyện nằm ở Yarmolyntsi.